# Bẳng bu
Bẳng bu là nhạc cụ hơi phổ biến ở nhiều dân tộc vùng Tây Bắc, Việt Nam. Cái tên của nó xuất phát từ tiếng Thái. Nhạc cụ này dành riêng cho nữ giới, thường được dùng trong các nghi lễ mang đậm tính phồn thực, cầu mong cuộc sống bình yên và mùa màng bội thu.
Bẳng bu là những ống tre lớn, dài từ 40 đến 80 cm, đường kính từ 8 đến 10 cm. Các ống dài ngắn khác nhau để cho ra âm thanh cao thấp khác nhau, song cao độ không chuẩn lắm. Để sử dụng nhạc cụ này cần có nhiều người tham gia. Mỗi người cầm hai ống ở hai bàn tay, đổ rập một đầu ống xuống sàn nhà hay tấm ván (có lót vải mỏng hoặc không lót) khiến không khí trong ống chấn động, phát ra tiếng brum brum, làm nền cho động tác và bước chuyển của người múa.
Ngoài cách kích âm đổ rập, người ta còn đập hai ống vào nhau để tạo ra tiếng động. Những tiếng này không vang vì thân ống bị hai bàn tay giữ chặt nên chấn động trong thân ống không lan truyền như những nhạc cụ tự thân vang khác.